# Conductímetro

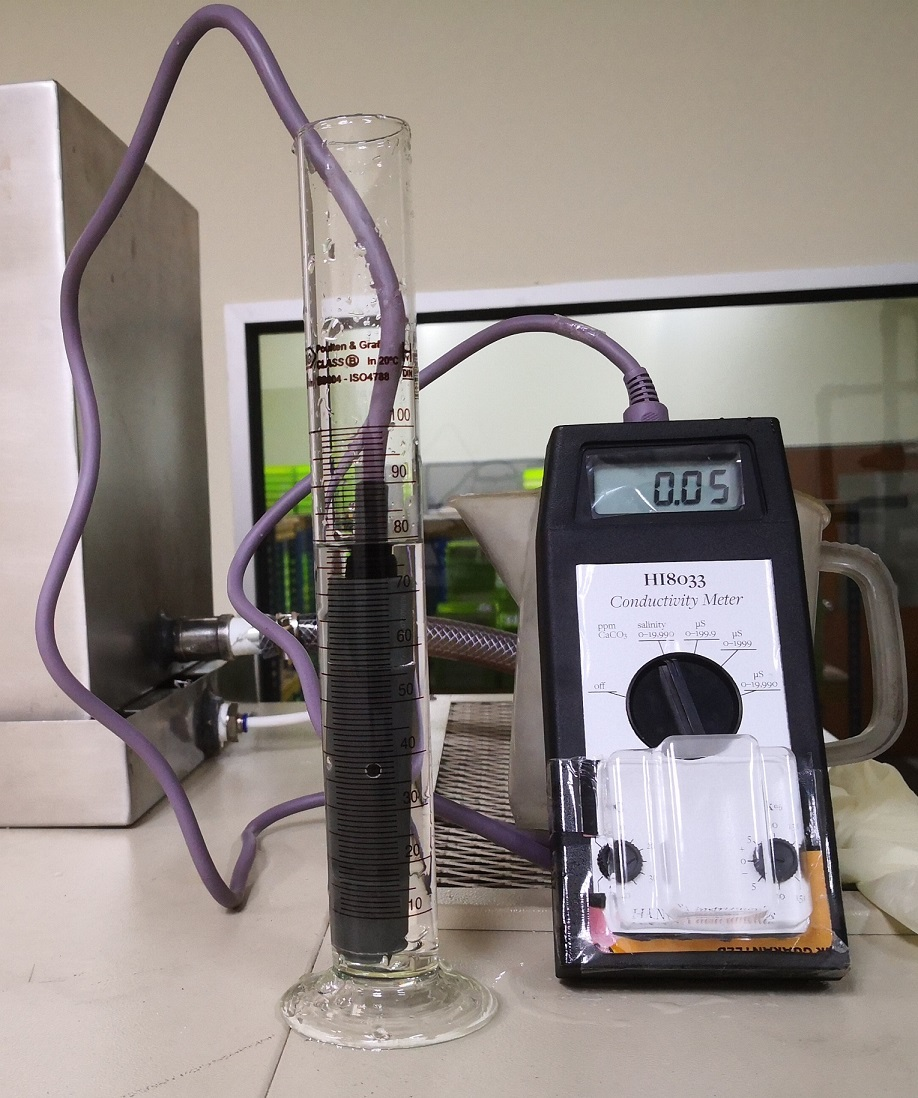
Medida de la conductividad de una disolución utilizando un conductímetro

El conductímetro (también conductivímetro) o medidor de conductividad, es un instrumento electroanalítico utilizado para determinar la conductividad eléctrica de las disoluciones. Básicamente es un ohmímetro  de corriente alterna que mide la corriente que circula entre dos electrodos próximos entre sí, colocados en el interior de una sonda, que se sumergen en la disolución a examinar. El aparato mide la resistencia eléctrica que al paso de la corriente ejerce el líquido de ladisolución entre los dos electrodos, según la siguiente ecuación:
{\displaystyle \kappa ={\frac {1}{R}}\cdot {\frac {l}{A}}}
donde {\displaystyle \kappa } es la conductividad de la disolución, R es la resistencia que mide el conductímetro, l la distancia entre los electrodos y A el área superficial de estos.
El conductímetro tiene múltiples aplicaciones en investigación,  ingeniería y medioambiente, siendo de uso común en hidroponía, acuicultura, acuaponía y en análisis ambientales de aguas naturales para monitorear la cantidad de nutrientes, sales o impurezas en el agua.

## Fundamento
Las disoluciones electrolíticas permiten el paso de la electricidad entre dos electrodos; es decir, presentan conductividad eléctrica. Al contrario de lo que ocurre en los conductores metálicos o electrónicos, en el caso de las disoluciones electrolíticas, son los iones, que al poder desplazarse en el seno de la disolución, los que transportan la electricidad. La facilidad de transporte, o sea, la conductividad de la disolución, dependerá de la velocidad de los iones, de la carga, de la viscosidad del medio en el que se mueven y de su tamaño.
Esta conductividad puede ser determinada mediante el empleo de un instrumento conocido como conductímetro, basado en un circuito de resistencias de puente de Wheatstone, similar al utilizado para medir la resistencia de los conductores electrónicos. En otras palabras, se trata de un medidor de resistencia eléctrica, pero en este caso de una disolución iónica. Al tratarse de disoluciones, la resistividad esta influida por la superficie de los electrodos y por la distancia a la que se encuentran, por lo que, la resistencia de la solución se mide empleando dos electrodos planos o cilíndricos que deben estar separados por una distancia fija y conocida.
{\displaystyle R=\rho {\frac {l}{A}}}
donde l es dicha distancia, en cm, y A la superficie de los electrodos, expresada en cm2, siendo ρ (rho) la conductividad específica, que se expresa en ohmios por centímetro (Ω.cm). La inversa de la resistencia eléctrica es la conductancia y la inversa de la resistividad específica es la conductividad específica, κ, con lo que
{\displaystyle R={\frac {1}{\kappa }}\cdot {\frac {l}{A}}}
En las medidas de conductividad de las disoluciones no es posible utilizar corriente continua, pues en dicho caso se producirían reacciones de  electrólisis. Para evitar esta situación, se emplea corriente alterna de muy baja tensión, pero de alta frecuencia, con rangos típicos que van desde 1-3 kHz, con lo que los cambios en la disolución que puedan producirse en un semiciclo, se invierten en el siguiente.

## Dispositivo de medida
El sistema para la medida de la conductividad (conductímetro) está formado  por el instrumento de medida y una célula de conductividad, que es la que se introduce en las disolución cuya conductividad se desea conocer. Puesto que la conductividad de la disolución está muy afectada por la temperatura a la que se encuentra la disolución, los conductímetros modernos suelen incluir una sonda de medida de la temperatura, que permite realizar los correcciones oportunas. Las células de conductividad clásicas está formadas por dos electrodos, generalmente de platino, tradicionalmente representadas como dos placas metálicas, cada una de ellas de un cm2 de superficie con una separación entre ellas de un centímetro. En la práctica y por razones de comodidad en el manejo, los electrodos suelen ser cilíndricos y dispuestos concéntricamente y tanto la superficie como la separación no tienen que ser necesariamente de un cm2 o un cm, respectivamente, ya que, generalmente, para mayor precisión, el aparato se calibra utilizando disoluciones patrón de conductividad perfectamente establecida. También existen células de medida de cuatro electrodos, que se suelen utilizar para disoluciones poco transparentes o cuando presentan alta conductividad. Para los casos en que las conductividades esperadas son muy altas o los medios donde se va a realizar la medidas son altamente corrosivos, existen también celdas de medida por inducción, ya que presentan la ventaja de que el fluido no moja las partes eléctricas del sensor. Este tipo de dispositivos utilizan dos bobinas acopladas inductivamente: una bobina impulsora o emisora de campo electromagnético y otra, receptora. Ambas se integran en la carcasa que conforma la sonda, que dispone de un orificio por el que pasa la disolución a medir. Un voltaje alterno sinusoidal estimula la bobina emisora, generando un campo eléctrico en el fluido, debido a la conductividad del fluido (presencia de cationes y aniones) este genera un voltaje en la bobina receptora. La intensidad de la corriente generada esta relacionada con la conductividad de la disolución, ya que es proporcional al número de iones libres que se encuentran el fluido. Este tipo de sonda o celda de medida de la conductividad no es adecuado para medir la conductividad de aquellas disoluciones con muy bajo contenido de iones. 
Aunque en realidad se trata de medidas de resistencia eléctrica de los fluidos o disoluciones, la conductividad se expresa  en siemens, que es la unidad de medida de la conductancia en el sistema internacional de medidas (SI). Un siemens (S) es la inversa del ohmio, Ω (S = 1/Ω) y como depende de la distancia recorrida por los iones del medio, la medida del conductímetro debería darse en S.m-1. Sin embargo, este valor es muy bajo para las conductividades típicas de las disoluciones químicas o de las aguas naturales (por ejemplo, el agua de mar tiene una conductividad de alrededor de 5 S.m-1), por lo que los conductímetros empleados en los laboratorios habitualmente muestran el resultado de la conductividad en μS.cm-1 o en mS.cm-1, cuando se trata de disoluciones iónicas relativamente concentradas. 

### Compensación de temperatura
La conductividad de una solución depende en gran medida de la temperatura. Ésta tiene un doble efecto sobre los electrolitos, influye en su disolución y en la movilidad iónica, a la vez que hace que la viscosidad del medio sea menor, lo que también facilita la movilidad de los iones. En consecuencia, a diferencia de lo que ocurre con los metales, la conductividad de los electrolitos comunes suele aumentar cuando aumenta la temperatura. Con fines comparativos, para poder relacionar unas conductividades con otras, la conductividad se suele indicar para una temperatura estándar de 25 °C y cuando la medida se hace a diferente temperatura, se utilizan los denominados Coeficientes de Temperatura (CT), que permiten estimar el valor de conductividad que la muestra tendría a la temperatura de referencia (25 °C), eliminando de esa forma el efecto de la temperatura en dicho valor de conductividad. Si no se dispone del valor de CT, se puede aproximar, para soluciones acuosas, añadiendo un 2% de variación por cada °C.